# Улица Рахукохту
Улица Ра́хукохту (эст. Rahukohtu tänav — «улица Мирового суда», Мировой пер., Пансионная ул., нем. Friedensgerichtsstraße), в 1950—1987 годах улица Рахвакохту  (эст. Rahvakohtu tänav — «улица Народного суда») — улица в историческом районе Старый город Таллина, на Вышгороде, от площади Кирику до улицы Тоом-Рюйтли. Протяжённость — 171 метр.
На некоторых своих участках улица очень узкая, по легенде её ширину замеряли длиной рыцарского копья.

## История
Название улицы связано с находившимся на ней мировым судом. На российских дореволюционных картах указывалась как Пансионная.
27 июня 1950 года улицу переименовали в Рахвакохту, историческое название вернули 2 июля 1987 года.
В 1792 году для судебных учреждений было возведено специальное здание, однако его занял местный аристократ граф Стенбок, завершавший строительство на собственные средства.

## Застройка
- Дом 1 — Госканцелярия Эстонии.
- Дом 3 — Дом графа Стенбока (1790-е, архитектор Иоганн Моор)[4].

## Достопримечательности
Мемориальная доска педагогу Эльфриде Лендер (эст. Elfriede Lender) на доме 12 (улица Тоом-Рюйтли).

## Улица в кинематографе

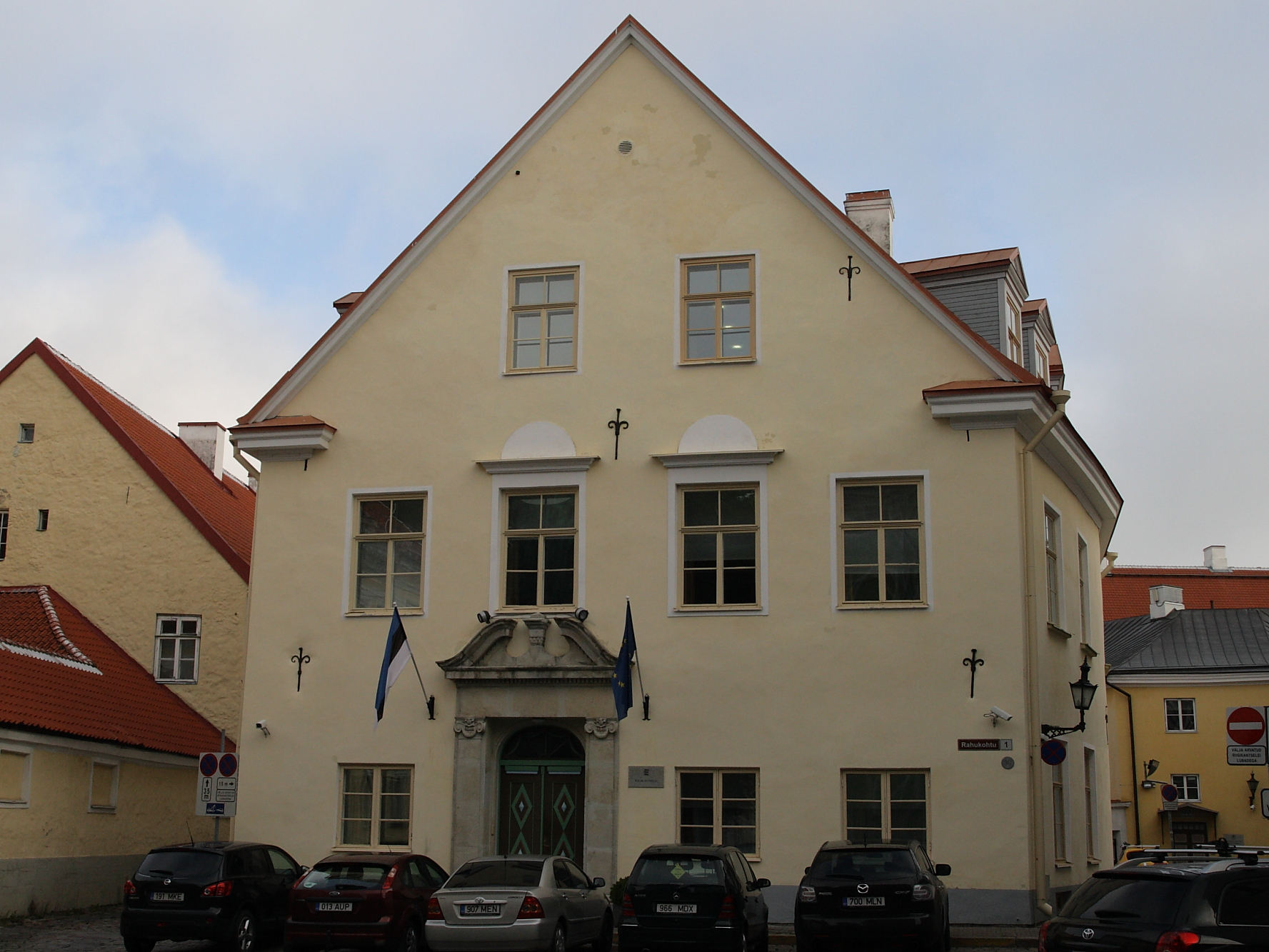
Улица Рахукохту, дом 1

В фильме «Украли Старого Тоомаса» дворник (Андрес Отс) метёт площадь на улице перед домом № 1.